# Charles Payton
Charles Payton (* 6. Jänner 1960 in Camden, New Jersey) ist ein US-amerikanisch-österreichischer Basketballtrainer und ehemaliger -spieler. Er wurde als Spieler und Trainer österreichischer Staatsmeister. Sein Sohn Kevin Payton wurde ebenfalls Berufsbasketballspieler.

## Laufbahn

### Spieler
Payton spielte in seinem US-Heimatbundesstaat New Jersey zunächst American Football, ehe er diese Sportart aufgrund einer Verletzung nicht mehr ausüben konnte und mit 16 Jahren an der Camden High School zum Basketball wechselte. Von 1978 bis 1982 spielte der 1,96 Meter große Flügelspieler Basketball an der Appalachian State University (Bundesstaat North Carolina). Die besten statistischen Werte während seiner Uni-Zeit erzielte Payton im Spieljahr 1980/81, als er im Schnitt 17,1 Punkte und 10,7 Rebounds je Partie verbuchte.
Nach dem Ende seiner Collegelaufbahn wechselte er ins Profilager und spielte beim FC Porto in Portugal, dann bei den englischen Vereinen Leicester Planters und Bracknell Pirates. 1986 kam er nach Österreich und spielte beim BK Klosterneuburg, SPI Wien beziehungsweise Vienna Basket Flyers sowie Oberwart in der Bundesliga. Mit Klosterneuburg und Wien wurde er insgesamt fünfmal Staatsmeister.

### Trainer
Als Trainer war er beim Zweitligisten WAT Wien tätig, zwischen 1999 und 2001 war er Cheftrainer bei Arkadia Traiskirchen und führte die Mannschaft 2000 zum Gewinn des österreichischen Meistertitels und des Pokalbewerbs. 
Von 2002 bis 2004 arbeitete Payton als Cheftrainer des Zweitligisten Millenium Clubs Vienna. Nach einem Zwischenhalt als Co-Trainer bei Kraftwerk Wels war er ab 2005 wieder in Wien tätig: 2008/09 als Cheftrainer, 2009/10 als Co-Trainer sowie 2011/12 zeitweilig Interimstrainer. In der Saison 2012/13 fungierte er bei den Vienna D.C. Timberwolves als Assistenztrainer.